# Guerra de la Regència d'Urgell
La Guerra de la Regència d'Urgell va ser una revolta armada de caràcter absolutista protagonitzada pels escamots reialistes partidaris de Ferran VII d'Espanya, que es va desenvolupar a l'Espanya peninsular, durant el Trienni Liberal, i que va finalitzar després de la intervenció militar de la Santa Aliança el 1823. Es considera el precedent de les guerres carlines.

## Història

### Antecedents
Des de principis de 1820, quan Rafael del Riego va fer un cop d'estat restablint la Constitució de 1812, es vivia un estat de guerra latent amb extrema excitació d'ànim i desordres diaris per part dels partidaris reialistes, i el 7 de juliol fracassa a Madrid un intent de la Guàrdia de corps i el setembre i novembre diferents aldarulls es produïren a Madrid entre partidaris i detractors del rei, i es revolta a Àlaba el comandant Juan Bautista Guergué i el capellà de Foronda.
Des de principis de 1821 fins a l'estiu de 1822 la violència política es va estendre entre els dos bàndols enfrontats. El gener de 1821 s'aixecà a la Manxa el tinent coronel Manuel Hernández, i el 29 de gener es descobreix la conspiració del capellà d'honor del Rei, Matías Vinuesa.
El primer alçament organitzat per la Junta de Navarra es produí l'11 de desembre de 1821, essent aviat derrotat, i els seus caps s'exiliaren a Tolosa de Llenguadoc.

### Guerra
L'abril de 1822 s'alçaren les partides del capellà Merino a Castella la Vella, estenent-se la revolta guerrillera per tot l'estat. Aizquibel operava a Àlaba, Morales a Àvila, Jaime el Barbudo a Múrcia, Manuel Adame de la Pedrada a la Manxa, i Pedro Zaldívar a Andalusia. El Baró d'Eroles fou nomenat Generalíssim dels Exèrcits Reialistes a Catalunya i estengué la revolta, prenent les ciutats de Balaguer, Puigcerdà, Castellfollit de la Riubregós i Mequinensa mentre Benet Tristany ocupava Solsona el 17 de maig de 1822.
Després de reorganitzar-se, la Junta reialista nomenà comandant en cap de la Divisió Real de Navarra al mariscal de camp Vicente Genaro de Quesada, qui el 6 de juny de 1822 creua els Pirineus i envaeix Navarra, mentre el 21 de juny d'Antonio Marañón, el Trapense, al comandament de la seva partida, assaltà i prengué la Seu d'Urgell, on s'instal·là la Regència d'Urgell, presidida per Bernardo Mozo de Rosales, marquès de Mataflorida.
L'1 juliol de 1822, es produí la Revolta de la Guàrdia Reial, essent derrotades les tropes per Francisco Ballesteros el 7 de juliol, i per a contrarestar el domini reialista de l'interior de Catalunya, el Govern de Madrid nomenà Francisco Espoz e Ilundain com a general dels exèrcits constitucionalistes, que ràpidament reconquestà les places perdudes.
El Congrés de Verona, que va començar l'octubre, havia de debatre sobre Itàlia, però es va haver de centrar sobre Espanya. Àustria va instar la no-intervenció, però van ser els francesos els que van portar el dia amb la seva proposta d'una força d'invasió conjunta. Prússia va comprometre homes, i el tsar va prometre 150.000 homes. Metternich es preocupava per les dificultats de transportar aquest nombre a Espanya i per les ambicions franceses, però així i tot va prometre suport moral a la força conjunta.
El 27 d'octubre, les tropes reialistes navarreses foren derrotades a la batalla de Nazar i Quesada fou destituït per la Regència, que nomenà com a substitut el tinent general Carlos O'Donnell y Anethan.. Amb la caiguda el novembre de Balaguer, Tremp, la Pobla de Segur i Puigcerdà, la Regència abandonà la Seu d'Urgell i es refugià a França, i el general José María de Torrijos y Uriarte, al comandament de les tropes constitucionalistes, derrotà les tropes navarreses, prenent el fort d'Irati el 12 de gener, i finalment ,Francisco Espoz la Seu d'Urgell el 3 de febrer de 1823, però l'11 de febrer, els reialistes navarresos al comandament de Santos Ladron de Cegama ocuparen Osca i al març assetgaren Pamplona.
Després de les derrotes a Catalunya i Navarra, els reialistes respongueren amb l'avanç de Georges Bessières en direcció a Madrid. Les forces aragoneses, després dels seus intents infructuosos de prendre Saragossa i Calataiud, es dirigiren al sud i derrotaren les tropes constitucionalistes al comandament de O'Daly i Juan Martín Díez El Empecinado a la batalla de Briuhega el 24 de gener, apoderant-se de Guadalajara i amenaçant directament Madrid. Pocs dies després, el contraatac de les tropes constitucionalistes desallotjà els revoltats de Guadalajara, que haguren de replegar-se cap al Tajo, perseguits per El Empecinado.
L'abril, les tropes franceses, en virtut del congrés de Verona entraren a Espanya en cinc cossos: el primer, de Nicolas Charles Oudinot per la frontera de Biscaia, on s'hi uní Quesada, anant cap a Bilbao, Segovia i Madrid.; e segon, de Gabriel Jean Joseph Molitor per Aragó, on s'hi va unir Santos Ladron de Cegama; el tercer, de Louis Aloysius de Hohenlohe per Navarra, on s'hi uní Charles d'Espagnac, el comte d'Espanya, participant en el setge de Pamplona, mentre una divisió sotmeté Cantabria i Astúries; el quart, de Bon-Adrien Jeannot de Moncey entrà per Catalunya, on s'hi uní el baró d'Eroles, i Étienne Tardif de Pommeroux de Bordesoulle comandava el cos de reserva.
Les tropes franceses van avançar ràpidament pel territori, topant amb escassa resistència organitzada per part dels liberals, amb l'única excepció de la que oferí Ballesteros al general Gabriel Molitor a la batalla de Campillo de Arenas. La guerra finalitzà alliberant el monarca, que havia estat retingut pels constitucionalistes a Cadis després de la Batalla de Trocadero. Pamplona va caure en mans absolutistes en novembre de 1823.

## Conseqüències
Es va derogar de la Constitució de 1812, restituint Ferran VII d'Espanya amb totes les facultats com a monarca absolut, i va començar la Dècada Ominosa. El rei va concedir una amnistia a tots els participants tret dels principals líders liberals.